# Heinrich von Böckenförde
Heinrich von Böckenförde genannt Schüngel (auch Bokenforde) († Dezember 1437) war Landmeister des Deutschen Ordens in Livland.

## Leben
Heinrich von Böckenförde stammte aus der westfälischen Adelsfamilie Böckenförde genannt Schüngel. Sein Vater war Degenhard von Böckenförde.
Heinrich von Böckenförde war von 1426 bis 1428 Vogt von Narwa. Von 1430 bis 1432 war er Komtur der Kommende Ascheraden. Danach war er bis 1434 Komtur von Reval. Im Jahr 1433 war er erstmals Kandidat für das Amt des Landmeisters. Bei der Wahl standen sich eine „rheinländische“ und eine „westfälische“ Partei gegenüber. Die rheinische Seite setzte sich durch. 1434 und 1435 war Heinrich Landmarschall des Deutschen Ordens in Livland.
Im litauischen Bürgerkrieg zwischen Sigismund Kęstutaitis und Švitrigaila kämpfte ein Ordensheer am 1. September 1435 mit Letzterem in der Schlacht an der Swenta beim heutigen Dorf Pabaiskas, südlich von Ukmergė (polnisch: Wiłkomierz), daher auch Schlacht bei Ukmergė, Schlacht bei Wiłkomierz oder Schlacht von Pabaiskas genannt. Nach der für den Orden verlorenen Schlacht, an deren Folgen der in Gefangenschaft geratene Landmeister Frank Kirskorf starb, wählten die Gebietiger, Komture, Vögte und die Ritterschaft – ohne eine Entscheidung des Hochmeisters Paul von Rusdorf abzuwarten – Böckenförde zum Landmeister. Rusdorf später bestätigte die Wahl. Als Folge der Niederlage musste Böckenförde im Dezember 1435 den Frieden von Brest unterzeichnen. Darin verpflichtete sich der Orden, künftig denjenigen Kandidaten als Großfürsten von Litauen anzuerkennen, den der König von Polen bestätigt hatte.
Heinrichs Amtszeit von 1435/1436 bis 1437 verlief weitgehend friedlich. Im Inneren war der Landtag vom Dezember 1435 von Bedeutung. Dort kam es unter anderem zur Beilegung von Konflikten zwischen dem Deutschen Orden und dem Erzbischof von Riga. Außerdem kam es zu einer ersten Landeseinigung zwischen den auseinanderstrebenden Kräften und Ständen des Landes.